# Variabile DQ Herculis

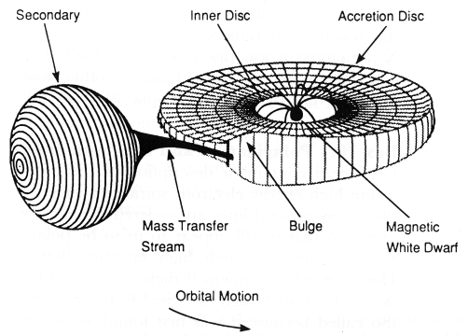
Schema di una variabile DQ Herculis, o polare intermedia: la materia confluisce verso la nana bianca, ma il flusso viene bruscamente spezzato dal forte campo magnetico prodotto dalla nana bianca.

Una variabile DQ Herculis, chiamata anche in inglese Intermediate polar (polare intermedia) è un tipo di stella variabile cataclismica. Nella gran parte delle variabili cataclismiche in un sistema binario la materia di una stella di sequenza principale viene attratta gravitazionalmente da una nana bianca formando un disco di accrescimento attorno a quest'ultima. In una DQ Herculis, il disco di accrescimento è interrotto dal campo magnetico della nana bianca, e la materia segue le linee del campo magnetico confluendo verso i poli magnetici della nana bianca. Come per le "polari", o variabili AM Herculis, il nome deriva dalla luce linearmente polarizzata che producono; a differenza delle AM Herculis però, il campo magnetico per quanto potente non lo è abbastanza per sincronizzare la rotazione della nana bianca con il periodo orbitale delle componenti. Di conseguenza, una caratteristica di queste variabili è di avere un periodo di rotazione della nana bianca inferiore al periodo orbitale. Il campo magnetico delle nane bianche di questi sistemi ha un'intensità che varia da 1 a 10 milioni di gauss (100–1000 tesla), vale a dire oltre un milione di volte più forte del campo magnetico terrestre, anche se molto inferiore ai campi magnetici prodotti dalle stelle di neutroni. Per questo motivo sono anche forti emettitrici di raggi X.
Prototipo di questo tipo di variabili è DQ Herculis, che nel 1934 fu una brillante nova ed è anche una binaria a eclisse di tipo Algol con un periodo di 4,39 ore. DQ Herculis mostra un periodo legato alla rotazione della nana bianca 71 secondi.